# Concerto degli angeli
Il Concerto degli angeli è un dipinto del pittore cretese El Greco realizzato nel 1608, durante il suo ultimo periodo a Toledo, e conservato nella Pinacoteca nazionale di Atene in Grecia.

## Descrizione
Questa opera proviene dall'Annunciazione realizzata per la cappella dell'Hospital de Tavera. Non è una composizione indipendente, ma la parte inferiore di quella tela. Qui appare un coro celeste di angeli, alcuni con le spalle allo spettatore, secondo una vivace libertà compositiva. Le teste molto allungate e l'anatomia dei personaggi sono un retaggio del manierismo. Vi si leggono anche i ritocchi di Jorge Manuel Theotocópuli, figlio del pittore.